# Dipoenata flavitarsis
Dipoenata flavitarsis är en spindelart som beskrevs av Jörg Wunderlich 1992. Dipoenata flavitarsis ingår i släktet Dipoenata och familjen klotspindlar.
Artens utbredningsområde är Kanarieöarna. Inga underarter finns listade i Catalogue of Life.